# NK Vražići 92
NK Vražići 92 je bosanskohercegovački nogometni klub iz Vražića, u općini Čelić, u Tuzlanskoj županiji.

## Vanjske poveznice
- Službene stranice kluba